# Heterosentis plotosi
Heterosentis plotosi är en hakmaskart som beskrevs av Yamaguti 1935. Heterosentis plotosi ingår i släktet Heterosentis och familjen Arhythmacanthidae. Inga underarter finns listade i Catalogue of Life.